# Helix-Turn-Helix-Motiv

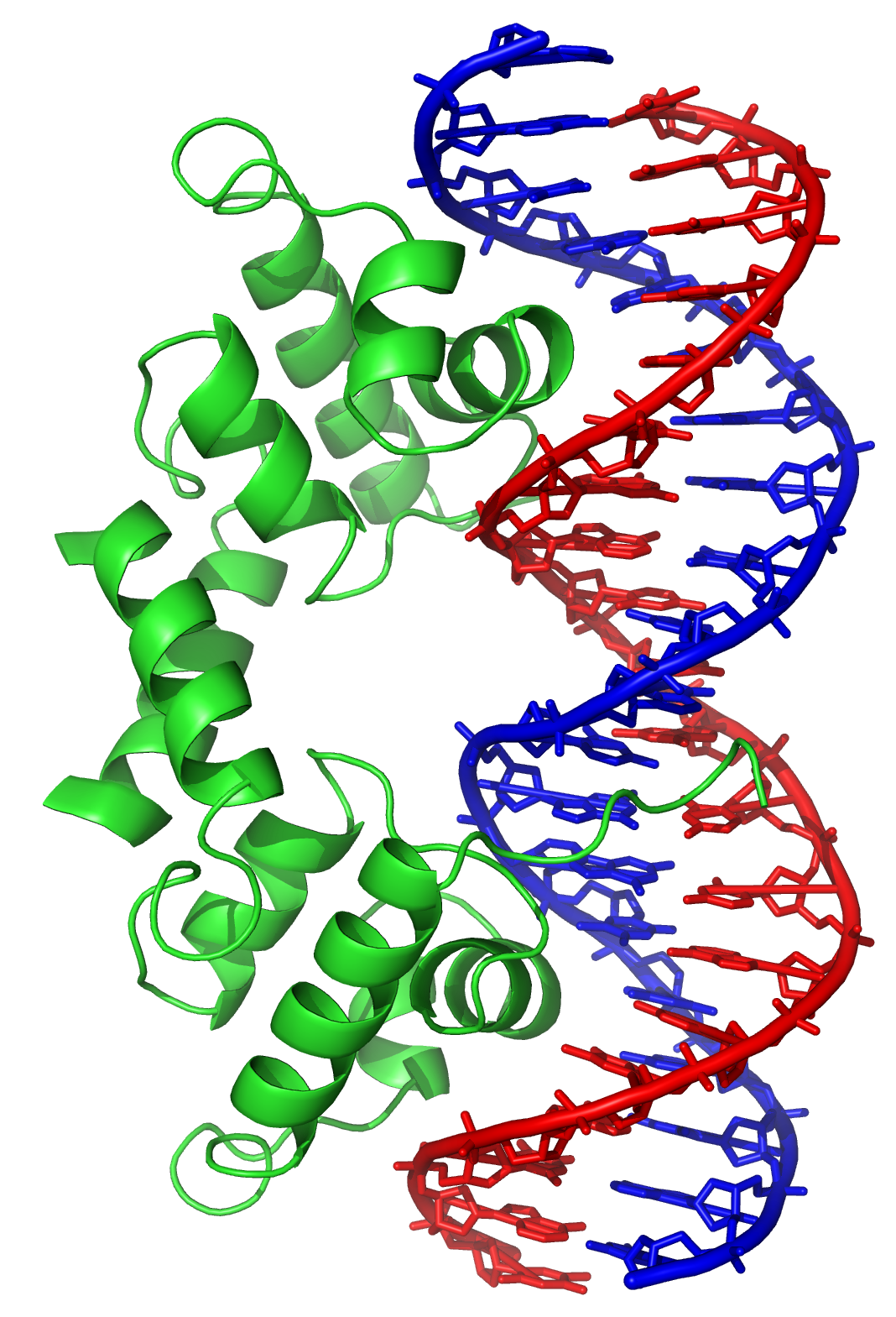
Das Repressorprotein des Lamda-Bakteriophagen bindet mittels eines Helix-Turn-Helix-Motivs (in der Visualisierung grün) an DNA (In der Visualisierung blau und rot), nach PDB 1LMB.

Das Helix-Turn-Helix-Motiv (HTH) ist ein Sekundärstrukturelement in Proteinen. Es ist Bestandteil von DNA-bindenden Proteinen mit sequenzspezifischer DNA-Bindedomäne und setzt sich aus zwei α-Helices zusammen, die durch eine β-Schleife (auch β-turn) verbunden sind. Transkriptionsregulatoren in Bakterien enthalten oft ein HTH-Motiv. Homöodomänen enthalten ein Helix-Turn-Helix-Motiv.
Eine Helix bindet als Erkennungshelix sequenzspezifisch in der großen Furche der DNA und geht mehrere molekulare Wechselwirkungen (z. B. Wasserstoffbrücken, Ionenbindungen und hydrophobe Wechselwirkungen) zwischen Aminosäuren und den Basen der DNA ein, die andere Helix positioniert sich im rechten Winkel dazu und festigt somit die labile Bindung mit der DNA. Eine solche Anordnung dient also einerseits der Stabilität des Protein-DNA-Komplexes,
andererseits wird die Spezifität der Reaktion erhöht, da beide Bindungspartner eine ganz bestimmte räumliche Struktur aufweisen müssen.
DNA-bindende Proteine dieser Art sind Homodimere oder Tetramere mit spiegelbildlich symmetrischen Anordnung der DNA-Bindedomäne. Die Zentren der Bindedomänen besitzen einen Abstand von 34 Å. Diese Länge entspricht der Ganghöhe der DNA, sodass die beiden Erkennungssequenzen in zwei aufeinander folgende Furchen der DNA passen. 
Die Bindungssequenzen sind Palindrome, d. h., sie sind aus zwei invertierten, spiegelbildlich angeordneten Sequenzen mit einem Abstand von 11 Basenpaaren aufgebaut, der ebenfalls der Ganghöhe der DNA entspricht. Dadurch liegen die beiden Erkennungssequenzen passgenau in aufeinander folgenden Furchen der DNA und werden so von den beiden Erkennungshelices eines dimeren Bindeproteins erkannt.